# Séranvillers
Séranvillers est une ancienne commune française, située dans le département du Nord et la région Nord-Pas-de-Calais.

## Géographie
- La commune est située sur l'axe Cambrai / Bohain-en-Vermandois de la Route départementale "RD 960"
- Son territoire est borné par six communes : Niergnies (au nord), Awoingt (au nord-est), Esnes (au sud), Crèvecœur-sur-l'Escaut (au sud-ouest), Rumilly-en-Cambresis (à l'ouest) et Wambaix (à l'est).

## Histoire
- Avant 1789[1], la commune faisait partie du royaume de France.
- En 1793, elle fait partie du département du Nord, district de Cambrai, canton d'Estourmel et devient officiellement commune.
- En 1801, elle fait partie de l'arrondissement de Cambrai puis intègre le canton de Carnières, elle trouve aussi une deuxième orthographe officielle, inscrit au bulletin des Lois: "Sezenvillers"[1].
- En 1938, la commune intègre le canton de Cambrai-Est
- En 1964 fusionne avec la commune de Forenville pour former Séranvillers-Forenville

## Heraldique
| Blason | Blasonnement : D'azur au chevron d'or, accompagné en chef de deux étoiles à six rais et en pointe d'une quintefeuille du même. Commentaires : Ce sont les armoiries de la famille Foullon. |

## Administration
- Depuis 1964, la municipalité est celle de Séranvillers-Forenville
- Séranvillers-Forenville fait partie de la Communauté d'agglomération de Cambrai.

| Période                                  | Période | Identité                                             | Étiquette | Qualité            |
| ---------------------------------------- | ------- | ---------------------------------------------------- | --------- | ------------------ |
| 1766                                     |         | François Tellier                                     |           | Mayeur & Laboureur |
| 1788                                     |         | François Dassonville                                 |           | Mayeur & Fermier   |
| 1789                                     |         | Maximilien Saudemont                                 |           | Mayeur & Fermier   |
| 1792                                     | 1816    | Célestin Grebert                                     |           |                    |
| 1816                                     | 1831    | André de Valicourt                                   |           |                    |
| 1831                                     | 1834    | Guislain Forriére                                    |           |                    |
| 1835                                     | 1843    | Rémy Jean Baptiste Oblin                             |           |                    |
| 1843                                     | 1862    | André de Valicourt de Séranvillers                   |           |                    |
| 1862                                     | 1871    | Jean Baptiste Théophile de Valicourt de Séranvillers |           |                    |
| 1871                                     | 1881    | François Taisne                                      |           |                    |
| 1881                                     | 1900    | Antoine Lenoir                                       |           |                    |
| 1901                                     | 1908    | Alexandre de Valicourt de Séranvillers               |           |                    |
| 1909                                     | 1920    | Edmond de Valicourt de Séranvillers                  |           |                    |
|                                          |         |                                                      |           |                    |
| mars 2001                                | 2008    | Claude Pringalle                                     | UMP       |                    |
| mars 2008                                |         | Marie-Bernadette Buisset Lavallard                   |           |                    |
| Les données manquantes sont à compléter. |         |                                                      |           |                    |

## Démographie
| 1793 | 1800 | 1806 | 1821 | 1831 | 1836 | 1841 | 1846 | 1851 |
| ---- | ---- | ---- | ---- | ---- | ---- | ---- | ---- | ---- |
| 424  | 448  | 473  | 509  | 572  | 605  | 570  | 518  | 442  |

| 1856 | 1861 | 1866 | 1872 | 1876 | 1881 | 1886 | 1891 | 1896 |
| ---- | ---- | ---- | ---- | ---- | ---- | ---- | ---- | ---- |
| 515  | 552  | 592  | 552  | 527  | 464  | 414  | 384  | 414  |

| 1901 | 1906 | 1911 | 1921 | 1926 | 1931 | 1936 | 1945 | 1954 |
| ---- | ---- | ---- | ---- | ---- | ---- | ---- | ---- | ---- |
| 351  | 328  | 292  | 228  | 220  | 216  | 206  | 179  | 189  |

| 1962 | - | - | - | - | - | - | - | - |
| ---- | - | - | - | - | - | - | - | - |
| 155  | - | - | - | - | - | - | - | - |

## Lieux et monuments
- L'église Saint-Martin de Séranvillers fait partie de la paroisse Saint-Joseph en Cambrésis de l'archidiocèse de Cambrai[3].